# Olof Kolmodin den yngre
Olof Kolmodin den yngre, född 13 september 1766 i Saleby, Skaraborgs län, död 14 juli 1838 på Broby gård, Uppsala län, var en svensk litteraturhistoriker, professor skytteanus, och medgrundare av Vitterhetssamfundet i Uppsala. 

## Biografi
Kolmodin var son till prosten Christoffer Dahl och Helena Elisabeth Kolmodin; släktnamnet upptogs efter modern, som var psalmförfattaren Olof Kolmodins dotter. 1783 inskrevs han vid Uppsala universitet, och promoverades 1791. Året därpå blev han docent i den svenska litteraturhistorien, och 1805 professor skytteanus. Han var därtill universitetets rektor i fyra omgångar, och dekanus vid filosofiska fakulteten i fem. Hans insatser som professor skytteanus rör den romerska litteraturen. Han översatte Titus Livius' Romerska historier och Publius Cornelius Tacitus' Romerske annaler. Andra intressen var genealogi, biografi samt den moderna litteraturen.
Hans halvbror, Anders Dahl, var en berömd botaniker och lärjunge till Carl von Linné. Hans andra halvbröder var psalmförfattarna Erik och Christopher Dahl.
Kolmodin är begravd på Uppsala gamla kyrkogård.